# 朗斯区
朗斯区（法語：arrondissement de Lens）是法国加来海峡省所辖的一个区。总面积351.5平方公里，总人口368212，人口密度1048人/平方公里（2018年）。主要城镇为朗斯。

## 辖区
朗斯区辖有50个市镇。